# Коефіцієнт безпеки підробки споруд
Коефіцієнт безпеки підробки споруд (рос. коэффициент безопасности подработки сооружений, англ. safety factor (coefficient), нім. Sicherheitkoeffizient m, Sicher-heitsfaktor m, Sicherheitsgrad m) — у гірничій справі — відношення мінімальної глибини гірничих робіт до вийманої потужності пласта, при якому створюються допустимі умови підробки. Визначається з узагальнення досвіду підробки споруд. Приймається для об'єктів І категорії охорони — 150, І категорії — 100 і III категорії — 50.